# Бонёр, Огюст
Огюст Бонёр (фр. Auguste Bonheur; 3 ноября 1824, Бордо — 21 февраля 1884, Бельвю, Сена и Уаза)  — французский художник-анималист, представитель пасторальной пейжазной живописи. В своих композициях смог достичь баланса между такими элементами как: горизонт, обстановка, свет и пространство. На его творчество оказали влияние голландские художники-анималисты XVII-го века, таких как Альберт Кейп и Паулюс Поттер. 
В течение жизни работы Бонёр сравнивали с работами его более успешной старшей сестры, известной художницы-анималита Розы Бонёр . Считается, что это оказало негативное влияние на его карьеру. Тем не менее, картины Бонёр пользовались популярностью среди британских коллекционеров. В Нидерландах одна из его картин принадлежала дяде Винсента ван Гога, торговцу произведениями искусства по имени Винсент ван Гог.  

## Биография
Огюст Бонёр был младшим братом художницы Роза Бонёр и старшим братом скульптора Исидора Бонёр. Огюст был первым сыном художника Оскара-Рэймонда Бонёра (1796–1849) и Кристины Доротеи Софи Маркиз (1797–1833). Его мать умерла через год после рождения ее последнего ребенка, Исидора. Раймонд Бонер женился и переехал в Париж в 1829 году. Его сестра, Жюльетт Бонёр, родившаяся в 1830 году, также стала художницей и вышла замуж за художника Огюста Франсуа Ипполита Пейроля в 1852 году. Семья Бонер жила в Маньи-ле-Амо в департаменте Ивелин . Огюст Бонер был принят в Школу изящных искусств Парижа в 1848 году в мастерскую Поля Делароша . Как и его сестра Роза, он стал художником-анималистом. 
Бонёр предпочитал традиционный и детальный стиль живописи и получил образование в мастерской своего отца. Бонёр выставлялся на Салоне 1845 года. В 1852 году он выиграл медаль третьего класса за свои пейзажи Кот-де-Бражак (Канталь) и Окрестности Мориака (Канталь), а также медаль первого класса в 1861 году. В 1860-х годах он совершил поездку в Шотландию. Его Горная сцена со скотом в Музее Виктории и Альберта 1863 года изображает пейзажи шотландских озер. 
Бонёр женился, его сын Раймонд стал композитором музыки и был близким другом Андре Жида и доверенным лицом Клода Дебюсси . В 1856 году картина Ливера «Горный пейзаж в Оверни: раннее утро» была показана в Ливерпуле в рамках выставки французской живописи, наряду с другими работами Огюста и Розы. Это может быть та же картина, что и «Руины Шато д'Ачон», выставленная на Салоне в 1853 году и приобретенная французским министром внутренних дел по совету Розы. Картина министра была куплена в 1868 году Джорджем Холтом из Садли-Хаус под названием « Пейзаж, Овернь» и до сих пор там выставлена. 
Огюст Бонёр стал Рыцарем Почетного легиона в 1867 году. La Sortie du pâturage Bonheur была написана в 1861 году и выставлен в Салоне в том же году вместе с его L'Arrivée à la foire, Auvergne ( Выход на рынок, Овернь) и Rencontre de deux Troupeaux Dans Les Pyrénées (Встреча двух стад в Пиренеи). Sortie была награждена медалью первого класса, и в результате была включена в качестве приза в лотерею, проводимую французским правительством для поощрения владения современным искусством.  Его выиграл Леблуа, сотрудник Chemins de fer de l'Est . Картина вместе с Сюитем Огюста , сувениром Пиренеев, позже перешла во владение сэру Эдварду Бейтсу в Гирнском замке во Флинтшире . 
 

Поэт и искусствовед Теофиль Готье посетил Салон 1861 года и отметил три картины Огюста Бонёр. В книге «Abécédaire du Salon de 1861»  Готье отметил сходство стиля между Бонером и Розой, хотя ландшафтные картины Огюста были более сильными и чистыми по цвету, создавая впечатление яркого солнечного света. В итоге Готье отдавал предпочтение картинам Розы Бонёр за их более сильную технику рисования.  
- Auguste Bonheur's paintings
- La Sortie du pâturage (Возвращение с пастбища), 1861 г. Холст, масло.
- Le Combat, сувенир из Пиренеев
- Начальник стада
- Руины замка Апшон
- Пастбище у озера
- Декорации в Оверни: Раннее утро
- Вспашка в Ниверне
- Огюст и Роза Бонер - Бовинс сюр унлайн